# 平島義辰
平島 義辰（ひらしま よしとき）は、江戸時代中期の阿波徳島藩の人物。第6代平島公方。母及び妻は『系図纂要』には記載なし。享年85（満83歳没）。